# Molo di Haydarpaşa
Il molo di Haydarpaşa (in turco Haydarpaşa İskelesi) è un edificio storico situato sul lato anatolico di Istanbul, in Turchia. Il suo architetto è Vedat Tek, il quale insieme a Mimar Kemaleddin è stata una delle due figure guida del Primo movimento architettonico nazionale turco (in turco Birinci Ulusal Mimarlık Akımı).

## Ubicazione
Il molo si trova proprio di fronte alla stazione di Haydarpaşa (nel 2025 in ristrutturazione), che collega Istanbul all'Anatolia per ferrovia. Fu costruito per facilitare il trasporto tra la stazione e la parte europea di Istanbul.

## Storia
Sebbene l'iscrizione sulle piastrelle della facciata dell'edificio rivolta verso il mare riporti la data Hijri 1334 (1915-1916), non è sicuro che questa sia la data esatta di costruzione.
Nel 2014, l'uso del molo per i traghetti è stato interrotto. È stato annunciato che se i servizi ferroviari per la stazione di Haydarpaşa fossero stati ripresi, anche il molo sarebbe stato riaperto all'uso.

## Architettura
L'edificio a pianta rettangolare è stato costruito in pietra tagliata. È composto da 3 sale separate, una principale e due laterali. La sala principale è leggermente più alta delle sale laterali; è larga il doppio di ciascuna sala laterale.
Le facciate anteriore e posteriore della sala principale sono divise da tre archi a sesto acuto. All'arco centrale della facciata rivolta verso il mare è stata aggiunta una sezione di bovindo in legno. Gli archi laterali sono utilizzati come porte.
Nella parte centrale della facciata rivolta verso l'edificio della stazione è stata aggiunta una biglietteria di forma ottagonale; ai lati sono state aperte delle porte. Anche le sale laterali hanno una porta sulla facciata anteriore e posteriore. La sala principale e le sale laterali sono collegate tra loro dall'interno.
All'esterno dell'edificio il rivestimento è in piastrelle e pietra. Le piastrelle sono opera di Mehmet Emin Usta di Kütahya, uno dei più noti artigiani di piastrelle dell'epoca. Sulla facciata anteriore è presente anche un'opera in vetro colorato.